# Ivo Lipovšćak
Ivo Lipovšćak (Karlovac, 30. studenoga 1889. – Zagreb, 1978.), svestrani športaš, hrvatski nogometaš, športski djelatnik i dužnosnik. U Karlovcu je završio osnovnu školu i tri razreda gimnazije. Nakon preseljenja u Zagreb maturirao je na Donjogradskoj klasičnoj gimnaziji 1909. godine. Diplomirao na Pravnom fakultetu u Zagrebu 1913. godine, doktor prava je od 1919. godine. U državnu službu stupio je 1915. kao upravni činovnik Zagrebačke kotarske oblasti. Od studenoga 1915. do veljače 1916. boravio je u austrougarskoj vojsci u Visokim Tatrama, gdje je bio učitelj skijanja. Zatim odlazi na rusko ratište, gdje je zarobljen u lipnju 1916. godine. Iste je godine u Odesi pristupio srpskoj vojsci. U razdoblju od 1920. do 1947. radio kao pravnik u raznim hrvatskim mjestima. 

## Nogometaš i nogometni djelatnik
Članom juniora HAŠK-a postaje 1905. godine. Igrao je na poziciji središnjeg braniča. Bio je sudionikom prve javne međuklupske nogometne utakmice u Zagrebu, te odigrao prve dvije neslužbene utakmice za hrvatsku nogometnu reprezentaciju 1907. godine. Od 1909. do 1914. obnašao je dužnost tajnika HAŠK-a. Do početka Prvog svjetskog rata odigrao je gotovo sve utakmice za HAŠK (više od 100 utakmica - dodijeljenje su mu plakete za 30, 50 i 100 nastupa). Bio je predsjednik Zagrebačkog nogometnog podsaveza u razdoblju od 1919. do 1924. godine, predsjednik Jugoslavenskog nogometnog saveza u dva navrata (1921. – 1923. i 1925. – 1927.) i izbornik Jugoslavenske nogometne reprezentacije 1925. i 1926.  Bio je i nogometni sudac.

## Svestrani sportaš
Kao jedan od najagilnijih članova HAŠK-a među prvima je promicao moderni šport u Hrvatskoj. Od 1909. do 1914. bio je tajnik, a od 1922. do 1931. potpredsjednik, tajnik i počasni član HAŠK-a. Sudjelovao je i u radu Hrvatskog športskog saveza gdje je bio referent skijaške sekcije. Sudjelovao je u radu osnivačke skupštine Jugoslavenskog olimpijskog odbora gdje je izabran za odbornika.

## Skijanje
Od svih športova najviše je vremena posvetio skijanju. Jedan je od osnivača skijaške sekcije HAŠK-a i njezin pročelnik od 1909. do 1914. godine. Postavio je temelje suvremenog športskog skijanja u Hrvatskoj. Ivo Lipovšćak, Ante Pandaković i Rikard Vickert u veljači 1913. godine izvode na Bjelolasici prvi zimski planinarski uspon na skijama u Hrvatskoj. Osnivač je Zagrebačkoga zimsko-športskog podsaveza i njegov predsjednik od 1920. do 1930. godine, suosnivač Zagrebačkog ski-kluba i član Hrvatskog planinarskog društva.

## Športski uspjesi
- 1907. Prvenstvo Zagreba u mačevanju sabljom - Prvak
- 1911. Prvenstvo Hrvatske u sanjkanju – 3. mjesto
- 1911. Prvenstvo Hrvatske i Slavonije u plivanju, 100 metara slobodno – 2. mjesto
- 1912. Prvenstvo Hrvatske i Slavonije u nogometu – jesenski prvak s HAŠK-om
- 1913. Atletski miting u Zagrebu – hrvatski rekord u bacanju koplja 41,85m
- 1914. Prvenstvo na skijama za Hrvatsku i Slavoniju, staza duga sedam kilometara – 3. mjesto

## Knjige
Napisao je dvije knjige o skijanju: Ski – oprema skijaša izdana 1925. godine i Bijeli sport 1932. godine. Napisao je i brojne članke u zagrebačkim dnevnim novinama Novosti, Jutarnji list i Ilustriranoj sportskoj reviji.

## Vanjske poveznice
- [neaktivna poveznica]
- Povijest hrvatskog športa, Broj 140, ožujak 2007: “Vrijedna zbirka Ive Lipovšćaka“[neaktivna poveznica]
- Nogometni leksikon: Nogometni savez Jugoslavije (NSJ)